# Презенцано (Казерта)
Презенцано (итал. Presenzano) је насеље у Италији у округу Казерта, региону Кампанија.
Према процени из 2011. у насељу је живело 799 становника. Насеље се налази на надморској висини од 153 м.

## Становништво
| 1931. | 1936. | 1951. | 1961. | 1971. | 1981. | 1991. | 2001. | 2011. |
| ----- | ----- | ----- | ----- | ----- | ----- | ----- | ----- | ----- |
| 1.609 | 1.714 | 1.926 | 1.937 | 1.711 | 1.714 | 1.801 | 1.741 | 1.747 |